# ابراهیم بن محمد رمزی
ابراهیم بن محمّد رمزی بیگ (۱۸۶۷–۱۹۲۴م) روزنامه‌نگار، مترجم و نویسنده برجستهٔ مصری بود. در زمان محمدعلی پاشا، جدِّ اعلایش، علی آغا ارضروملی به مصر آمد. زادهٔ فیوم بود و همان‌جا مجلهٔ هفتگی الفیوم را بنیان‌گذاری نمود و همچنین تاریخ الفیوم را نگاشت. رمانی نیز با عنوان متعمد بن عباد نوشت و پس از این به پاریس رفت، یک سال و یک ماه آنجا ماند. پس از پاریس، در قاهره سکنی گزید. مجلهٔ المرأة فی الإسلام را نوشت سپس مطبوعات التمدن و مسبک التمدن را نشر داد. احمد لطفی السید را در سردبیری الجریده یاری نمود، سپس در دیوان سلطان حسین کامل رئیس مترجمان شد. أصول الأخلاق را از فرانسوی ترجمه نمود، مبادی التعاون را نیز نگاشت. او شعر نیز  می‌سرود و بر زبان‌های فرانسوی و ترکی مسلط بود.